# 陈坚 (1962年4月)
陈坚（1962年4月—），中华人民共和国政治人物，籍贯广东兴宁市，生于江西赣州，曾任中共安顺市委书记，贵州省科学技术厅厅长，贵州大学党委书记、校长，贵州省政协副主席。中共十八大、十九大代表。现任贵州省政协党组成员。